# Rudolf Höss
Vous lisez un « article de qualité » labellisé en 2011.
Ne doit pas être confondu avec Rudolf Hess.
Rudolf Höss (également écrit Höß, forme allemande standard, ou Hoeß ou Hoess, prononcé [hœs]) est un officier supérieur (Obersturmbannführer, grade équivalent à celui de lieutenant-colonel) allemand de la SS, né le 25 novembre 1901 à Baden et mort par pendaison le 16 avril 1947 à Auschwitz. Criminel de guerre, il occupe une fonction de premier plan dans les génocides des Juifs d'Europe et des Tsiganes.
Dès son enfance, Höss se montre peu sociable, préférant les promenades solitaires et les animaux à la compagnie des hommes. Il se détourne de l'éducation catholique que tente de lui donner son père. À seize ans, il s'engage dans l'armée impériale allemande et sert au cours de la Première Guerre mondiale sur le front du Proche-Orient ; il est décoré de la croix de fer. Après le conflit, il s'engage dans les corps-francs ; il est condamné en 1924 à dix ans de prison pour le meurtre d'un militant communiste.
Affilié au parti nazi dès 1922, il entre dans la SS en juin 1934 et commence sa carrière au sein du système concentrationnaire nazi en novembre de la même année. Il est commandant des camps de concentration et d'extermination d'Auschwitz-Birkenau, le plus vaste complexe du système concentrationnaire nazi, du 1er mai 1940 au 1er décembre 1943, puis de nouveau entre le 8 mai et août 1944, période durant laquelle la déportation massive des Juifs hongrois, au nombre de plus de 320 000 hommes, femmes et enfants,  a porté la machine de mort à son paroxysme.
Nazi convaincu, il fait preuve non seulement d'une totale obéissance aux ordres du plus haut gradé de la S.S., Heinrich Himmler concernant l'extermination des Juifs, mais aussi d’initiative, afin d'augmenter les capacités exterminatrices d'Auschwitz, notamment en utilisant le Zyklon B dans un ensemble de chambres à gaz.
Après la capitulation allemande en mai 1945, Höss réussit à se cacher pendant près d'un an, sous une fausse identité et est finalement dénoncé, par sa femme. Il est arrêté par les troupes britanniques le 11 mars 1946. Il témoigne lors du procès de Nuremberg, puis il est livré aux autorités polonaises et est ainsi  jugé par le Tribunal suprême de Pologne du 11 mars au 2 avril 1947. Condamné à mort, il est exécuté par pendaison le 16 avril 1947 dans le camp d'Auschwitz même.
Ses mémoires, intitulés Le commandant d'Auschwitz parle, popularisés en France par les pseudo-mémoires de l'écrivain Robert Merle dans le roman La mort est mon métier, constituent un document historique d'une importance reconnue pour la compréhension de la Shoah, de l'univers concentrationnaire et de la mentalité des bourreaux.

## Biographie

### Premières années: 1900-1918
Issu d'une famille profondément catholique, et assez aisée, Rudolf Franz Ferdinand Höss passe les six premières années de sa vie dans une région isolée voisine de Baden-Baden, à la limite de la Forêt-Noire,. À sept ans, Rudolf Höss, ses parents et ses trois sœurs, déménagent dans les environs de Mannheim, toujours en dehors de la ville. Son père, Franz Xaver Höss, qui a servi dans l'armée du Reich en Afrique orientale allemande, avant de se lancer dans des activités commerciales, s'y montre beaucoup plus présent qu'à Baden-Baden : il élève Rudolf dans une discipline toute militaire et destine son fils à une carrière ecclésiastique ; ce dernier perd la foi au cours de son adolescence. Dans son autobiographie, Höss caractérise ses années d'enfance par trois éléments : une profonde piété, l'habitude de ne pas extérioriser ses sentiments et une soumission totale aux ordres de tous les adultes. De plus, Höss se définit comme un enfant très solitaire et « n'ayant jamais eu de réelle intimité avec ses parents, ni avec ses sœurs ». Son enfance se déroule sans problèmes de santé, à part une rougeole qu'il a eue très tôt ; son parcours scolaire est limité et ses résultats, vagues.
Le père de Rudolf Höss meurt subitement en 1914, d'une crise cardiaque, peu après le déclenchement de la Première Guerre mondiale ; alors que les blessés évacués du front affluent à Mannheim, Rudolf obtient de sa mère l'autorisation d'entrer à la Croix-Rouge comme secouriste. En 1916, à l'insu de sa mère, il rejoint le régiment dans lequel avaient servi son père et son grand-père ; après une courte période de formation, il est envoyé au front en Turquie, en Palestine puis en Irak. À 17 ans, il devient l'un des plus jeunes sous-officiers de l'armée allemande et est décoré de la croix de fer de 1re classe. Sa mère meurt en 1917, à trente-neuf ans, alors qu'il est au front.

### Militant nationaliste et nazi
En 1919, après la Première Guerre mondiale, Höss s'engage dans le corps-franc Rossbach, fort de 3 000 hommes et combat les groupes armés communistes dans la Ruhr, la Haute-Silésie et les pays baltes. De 1921 à 1923, il travaille comme apprenti agricole en Silésie et dans le Schleswig-Holstein. Il s'inscrit au parti nazi dès novembre 1922.
Le 31 mai 1923, Höss participe, notamment avec Martin Bormann, au meurtre de Walter Kadow, soupçonné d'être un communiste infiltré et accusé d'avoir livré aux troupes françaises d'occupation l'activiste nationaliste Albert Leo Schlageter, dont il avait fait la connaissance dans les corps-francs. Arrêté, Höss est condamné à dix ans de prison le 10 mars 1924. Il est libéré dès 1928, à la suite d'une amnistie concernant les prisonniers politiques. À sa libération, Höss travaille dans des fermes et des propriétés du Mecklembourg et du Brandebourg, comme régisseur et rejoint la ligue d'Artam, organisation dont est également membre Heinrich Himmler ; c'est à cette époque qu'il rencontre sa future femme, Hedwig Hensel, qu'il épouse en 1929, trois mois après leur première rencontre. En juin 1934, il renonce à l'agriculture et rejoint la SS, selon lui à la demande de Himmler, qui l'aurait remarqué à la suite de son initiative de créer un peloton de cavaliers au sein de la SS.

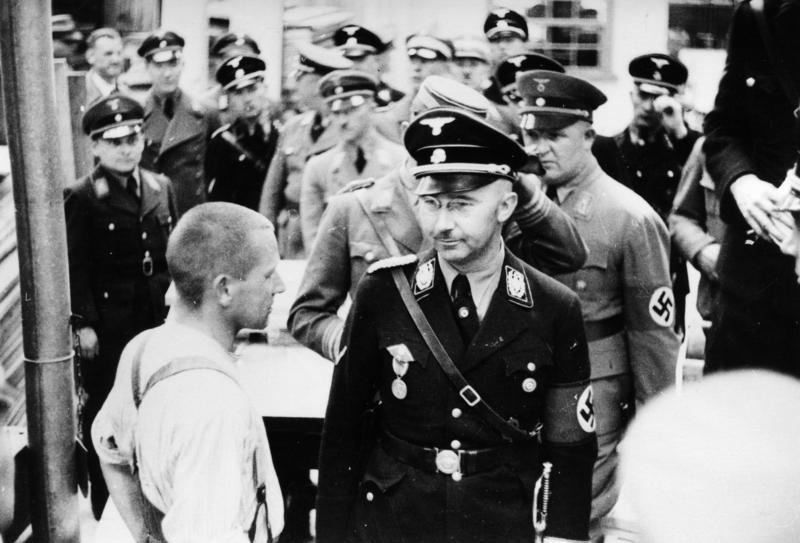
Heinrich Himmler en visite au camp de Dachau (1936).

Au mois de novembre, il arrive à Dachau et commence sa carrière au sein du système concentrationnaire nazi. C'est à Dachau que Höss apprend la « philosophie essentielle des SS », élaborée par Theodor Eicke et centrée sur la dureté à l'égard des détenus. Selon Laurence Rees, « en apprenant à réprimer des émotions telles que la compassion et la pitié, Höss intégra un sentiment de fraternité qui était aussi très fort dans les SS. » C'est également à cette occasion qu'il « apprit une autre leçon significative qui devait avoir des conséquences pour Auschwitz […] et observa que les détenus supportaient mieux leur emprisonnement parce que les SS leur permettaient de travailler. » « Membre modèle de la SS », Höss est promu Rapportführer, premier adjoint du commandant du camp puis il est nommé Sturmführer (équivalent de lieutenant) et transféré à Sachsenhausen, en tant que chef de la garde.
En avril 1940, il est chargé par l'Inspection des camps de concentration de présider une commission chargée d'étudier la possibilité de créer un camp de concentration à Auschwitz : cette commission émet un avis favorable qui est transmis à Heinrich Himmler.

### Commandant du camp d'Auschwitz: 1940-1943

#### Création et extension du camp

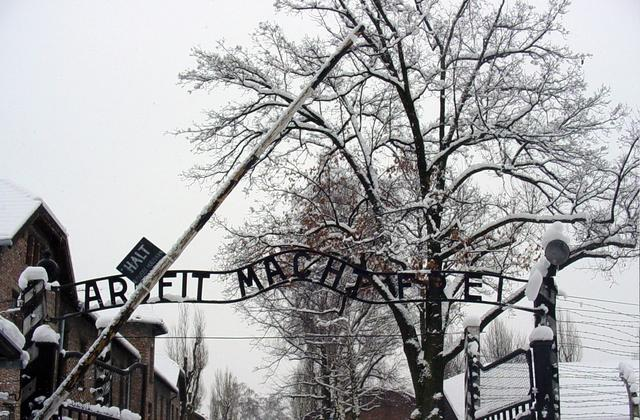
Entrée d'Auschwitz avec l'inscription Arbeit macht frei (« le travail rend libre »).

Richard Glücks, qui a succédé à Theodor Eicke en tant qu'inspecteur des camps de concentration, nomme Höss commandant du nouveau camp d'Auschwitz, dont la création a été décidée le 27 avril 1940. Höss et une poignée de gardes SS y arrivent le 1er mai 1940, suivis, le 20 mai, par les premiers internés, 30 criminels allemands de droit commun transférés de Sachsenhausen pour remplir la fonction de Kapo. Après un renforcement de la garde par 120 SS provenant notamment des camps de Buchenwald, Dachau et Flossenburg, 728 détenus politiques polonais arrivent au camp le 14 juin 1940. Comme à Dachau et Sachsenhausen, Höss fait apposer sur le portail d'entrée du camp la devise Arbeit macht Frei (le travail rend libre). Dès le 18 juin, Höss demande au responsable des constructions un rapport hebdomadaire sur l'état d'avancement des travaux visant à alimenter le camp en eau potable, à évacuer les eaux usées et à drainer les terres marécageuses.
Dès septembre 1940, Oswald Pohl ordonne à Höss d'augmenter la capacité du camp en ajoutant un étage aux bâtiments existants, afin de développer le travail forcé dans les carrières de sable et de gravier voisines. En novembre 1940, Höss a une entrevue avec Heinrich Himmler au cours de laquelle les deux hommes évoquent les projets de développement du camp, dans le cadre d'expérimentations agricoles. « À la fin de 1940, Höss avait mis en place nombre des structures et principes élémentaires qui allaient régir le fonctionnement du camp dans les quatre années suivantes. » « Pour empêcher les évasions, la politique de Höss était simple : répression brutale. » Si les évadés, le plus souvent des Polonais, ne sont pas repris, Höss fait interner leur famille ou fait sélectionner dix détenus du bloc dont provient l'évadé pour les laisser mourir de faim dans les caves du bloc 11, la prison du camp, « une mort lente et atroce. ». Promu Sturmbannführer  (équivalent de commandant) le 30 janvier 1941, Höss est rapidement débordé par les travaux d'agrandissement du camp principal (Stammlager) d'Auschwitz I ; il délègue donc à ses adjoints la construction du camp de Birkenau (Auschwitz II), initialement destiné à l'internement de prisonniers de guerre soviétiques.
Heinrich Himmler effectue sa première visite à Auschwitz le 1er mars 1941 ; lors de celle-ci, il donne l'ordre à Höss d'entamer des travaux permettant d'interner 30 000 détenus et de construire une usine de caoutchouc synthétique, pour IG Farben, sur le site de Monowitz-Buna, aussi connu sous le nom d'Auschwitz III. « Si docile qu'il fût envers Himmler, Höss avait une conscience […] aiguë de la difficulté de mettre en œuvre la nouvelle vision de son maître » : lors d'un trajet en voiture avec le Reichsführer S.S. et le général S.S. Erich von dem Bach-Zelewski, il se plaint, sans résultat, du manque de matériaux de construction et de personnel. Après avoir tenté de pallier la pénurie de matériaux, « en écumant la campagne pour chaparder des barbelés », Höss sollicite lors d'une réunion avec des représentants d'IG Farben, le 27 mars 1941, le soutien de l'entreprise pour l'extension du camp. Les délégués de l'entreprise chimique acceptent d'étudier la possibilité d'aider le camp et passent un accord avec Höss sur les montants à verser à la SS pour l'exploitation de la main d'œuvre concentrationnaire et la fourniture de gravier.

#### Les gazages
Fin août ou début septembre 1941, c'est en l'absence de Höss que son adjoint, Karl Fritzsch,  mène les premiers essais de gazage de prisonniers de guerre russes en utilisant du Zyklon B dans le sous-sol du block 11 ; à son retour, Höss assiste aux gazages suivants et se déclare « soulagé » par cette nouvelle méthode d'extermination. Le sous-sol du bloc 11 se révélant peu adapté aux gazages, ceux-ci sont transférés de janvier à mai 1942, dans la morgue du crématoire d'Auschwitz I ; fin avril, il est décidé de les transférer à nouveau, cette fois vers Birkenau.

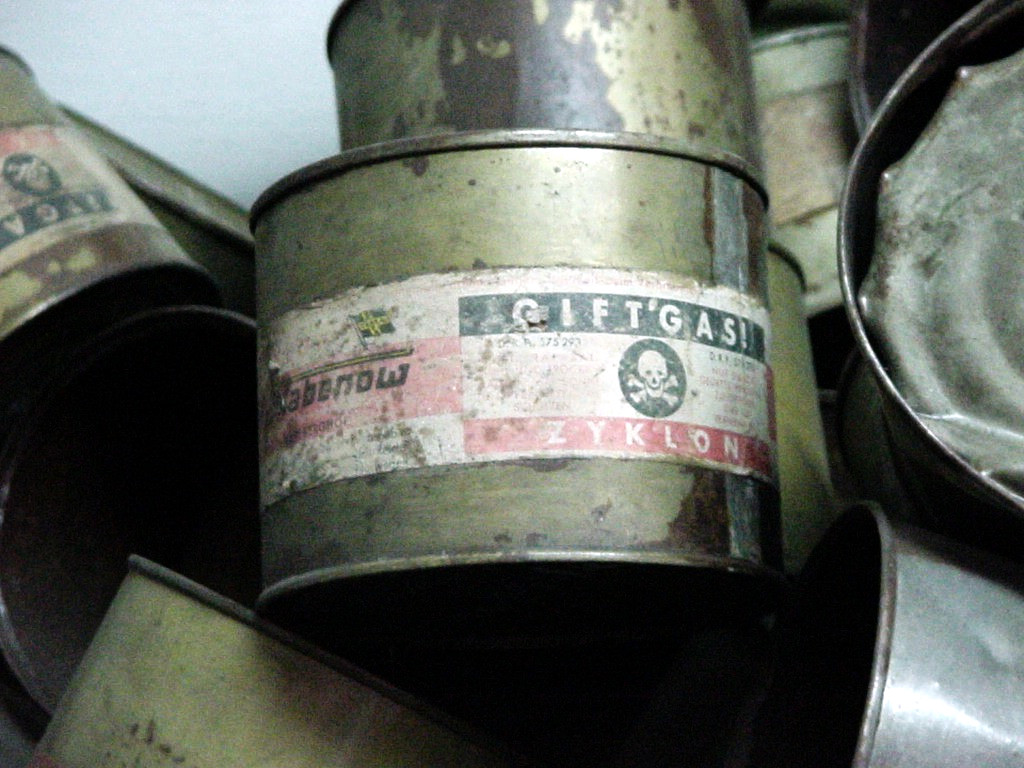
Récipients de Zyklon B exposés à Auschwitz.

Fin mai, Höss choisit une petite maison fermière située à la lisière du bois de bouleaux de Birkenau (la « maisonnette rouge », ou bunker 1) comme nouveau lieu d'extermination : après quelques travaux, ce site permet de gazer trois cents à quatre cents personnes à la fois. « Au cours des six derniers mois de 1941 et des six premiers mois de 1942, jamais Höss n'innova autant : loin de se contenter de suivre les ordres, il prit des initiatives pour augmenter les capacités d'extermination à Auschwitz ».
Début 1942, Höss est convoqué à Berlin où Himmler l'informe qu'Auschwitz a été choisi comme centre d'extermination des Juifs en raison de sa situation ferroviaire favorable et de la construction prochaine d'un crématoire permettant d'incinérer 1 440 corps par jour : le meurtre de masse doit débuter le 1er juillet 1942. Les installations du bunker 1 ne permettant pas des tueries à grande échelle, Höss improvise une solution en installant dans une autre fermette (la « maisonnette blanche », ou bunker 2), quatre chambres à gaz, d'une capacité totale de 500 personnes, opérationnelles fin juin 1942. Confronté à des circonstances particulières, combinant une extrême urgence et une grande liberté, Höss innove et met notamment en place la sélection des déportés voués à la mort immédiate, qui devient courante à partir de l'été 1942.
Himmler se rend à nouveau à Auschwitz le 17 juillet 1942 et assiste, silencieux, à l'extermination de Juifs déportés des Pays-Bas. Dans la soirée, il participe à un dîner organisé en son honneur ; selon Höss, Himmler « d'excellente humeur, parla de tous les sujets possibles évoqués au cours de la conversation [...] Il but quelques verres de vin rouge et fuma, chose qu'il ne faisait pas d'ordinaire. Tout le monde était sous le charme de sa bonne humeur et de sa brillante conversation. » Quelques jours plus tard, Himmler donne l'ordre à Höss d'extraire tous les cadavres des fosses communes, de les brûler et de disperser leurs cendres, afin de rendre impossible toute estimation du nombre des victimes ; il lui ordonne également de porter la capacité du camp à 200 000 personnes. Satisfait du travail de Höss, il lui accorde une nouvelle promotion au grade d'Obersturmbannführer (équivalent de lieutenant-colonel) .
En juillet et août 1942, le complexe d'Auschwitz est frappé par une grave épidémie de typhus, que Höss cherche à dissimuler à sa hiérarchie ; les fours crématoires ne suffisent pas pour incinérer les milliers de victimes de la maladie, qui sont enterrées dans des fosses communes dans le Birkenwald, ce qui contamine la nappe phréatique. Höss ordonne que les corps soient déterrés et incinérés à ciel ouvert ; comme les SS d'Auschwitz n'ont pas d'expérience sur ce point, le 16 septembre, il se rend à Łódź avec deux de ses adjoints afin de visiter une « installation spéciale » (Sonderanlage) d'incinération à l'air libre, dirigée par Paul Blobel. La technique utilisée par Blobel est adaptée à Auschwitz : sous la garde de 20 à 30 SS, 300 détenus juifs déterrent et brûlent 50 000 cadavres, entre le 21 septembre et fin novembre 1942.
Dans la nuit du 13 au 14 mars 1943, la chambre à gaz aménagée dans la morgue au sous-sol du crématoire II de Birkenau entre en fonctionnement : 1 492 Juifs considérés comme inaptes au travail et déportés du ghetto de Cracovie y sont gazés en une seule fois, au moyen de six kilos de Zyklon B.

#### Vie quotidienne de Höss

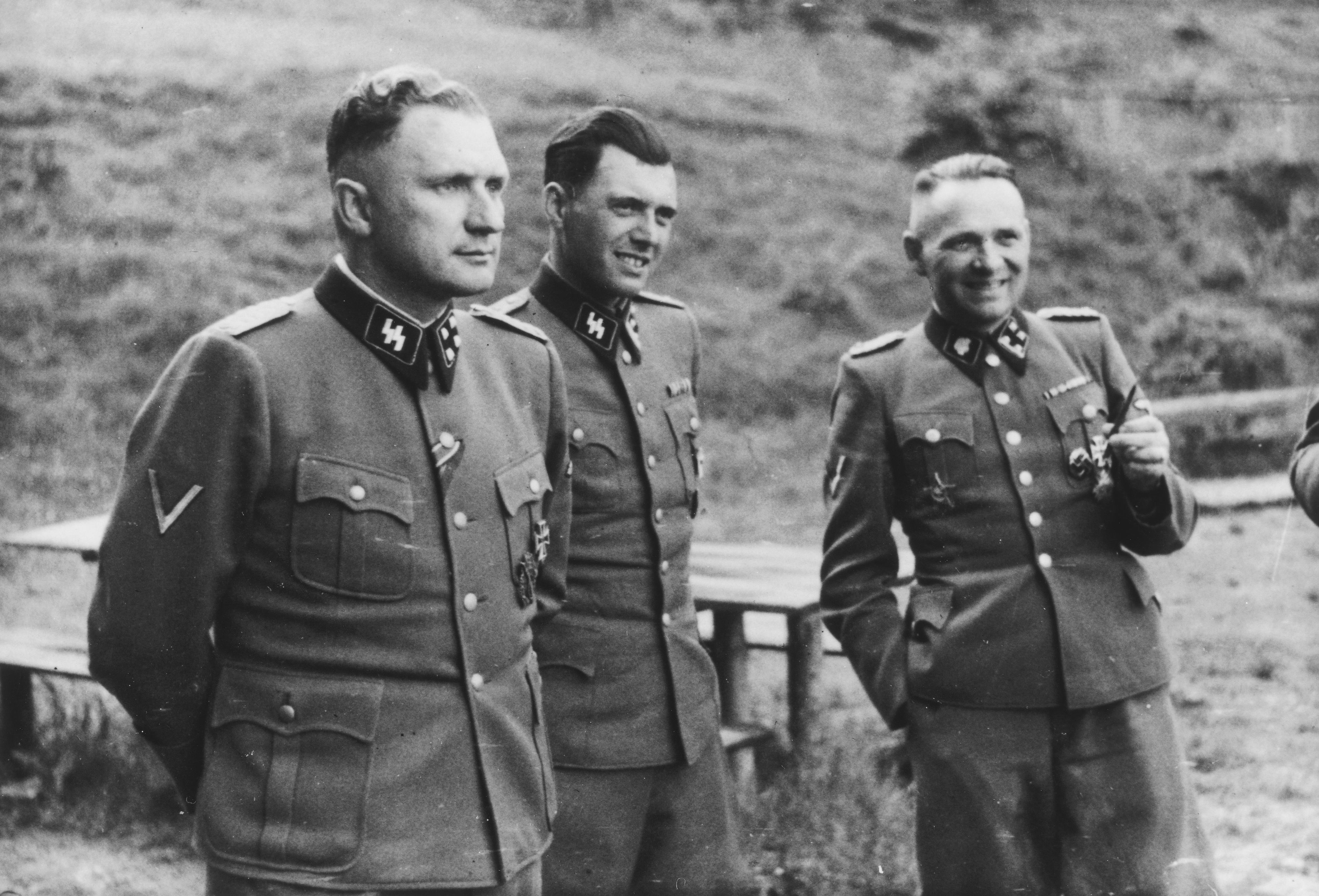
Officiers SS en repos à la Solahütte en 1944 : de gauche à droite, Richard Baer, Josef Mengele et Rudolf Höss (photo de l'album de Karl Höcker).

De 1940 à 1943, Höss mène à Auschwitz, avec sa famille, une vie normale, dans une certaine aisance. À sa table, on sert des mets raffinés, des vins fins, des cigares et du café. Il y dispose d'une maison de dix pièces, sans compter les salles de bain et les cuisines, et de deux domestiques, des internées en raison de leur appartenance aux Témoins de Jéhovah. Passionné de chevaux, il dispose d'écuries privées, mieux aménagées que les baraques des détenus, où sont abrités de superbes demi-sang provenant du Schleswig-Holstein. Ses relations avec son épouse paraissent sans problème et il semble avoir été heureux en ménage au cours des quatre années passées à Auschwitz ; tout au plus déclare-t-il à Gustave Gilbert, qu'après avoir révélé à son épouse la nature exacte de ses activités, ils n'ont plus que rarement de « désirs charnels ». Au grand chagrin de sa femme, bonne cuisinière et qui n'a jamais été membre du parti nazi, il ne prête que peu d'attention à la nourriture. L'éducation des cinq enfants du couple repose essentiellement sur l'épouse de Höss. Il n'y a, pour lui, pas de contradiction fondamentale entre sa fonction à Auschwitz et le bonheur familial. Il vit cette période en se sentant épuisé par le travail, frustré par des demi-succès, par l'épuisement, par l'incompétence du personnel et par les ennuis du service.

### Administration centrale des camps de concentration et retour à Auschwitz: 1943-1945
Dans le courant du dernier trimestre 1943, une enquête interne de la SS met au jour une corruption généralisée à Auschwitz, dans laquelle Höss semble impliqué ; il est également soupçonné d'avoir eu pour maîtresse une prisonnière politique d'origine autrichienne. Malgré sa volonté de conserver ses fonctions et le soutien que lui apporte Martin Bormann, Höss est écarté de son poste sur ordre de Himmler : ce renvoi est présenté comme une promotion et Höss est muté à Oranienburg, près de Berlin, dans les services centraux, au sein du SS.WHA,. Peu avant son départ, Höss fait installer un bordel à Auschwitz, réservé à des détenus triés sur le volet, dont les Juifs sont exclus.
En novembre 1943, il rejoint les bureaux du SS.WHA à Oranienburg, laissant sa famille à Auschwitz. Dépendant directement de Richard Glücks, il devient chef du Bureau I (section politique) . Ses fonctions consistent à faire l'inspection des camps de concentration, à l'exception de ceux situés en Russie et en Ukraine ; dans ce cadre, Höss est chargé de « superviser totalement tous les camps de concentration, les administrations, les libérations et les punitions, les exterminations, toutes les transactions avec le RSHA, tous les dossiers des détenus : bref, tout ce qui se passait dans les camps de concentration ». Fin 1943, Höss obtient six semaines de congé pour surmenage et épuisement, qu'il passe seul dans un chalet de montagne, sa femme étant au terme de sa grossesse de leur dernier enfant.

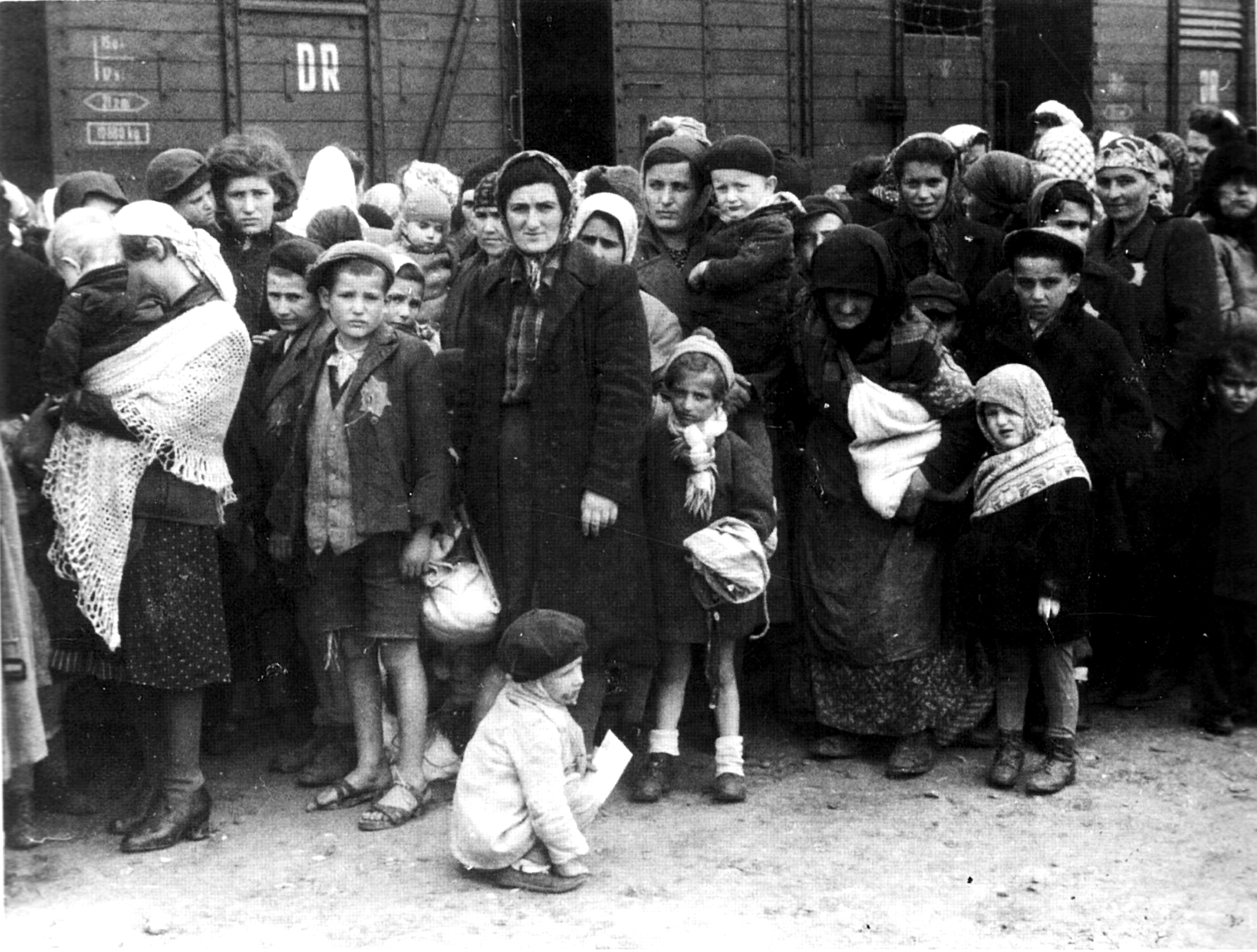
Juifs hongrois sur la rampe de sélection au printemps-été 1944.

Rappelé, le 8 mai 1944, à Auschwitz pour organiser l'extermination de Juifs déportés de Hongrie, Höss reprend le commandement de tout le complexe concentrationnaire et entend remédier au manque d'efficacité et « de vraie dureté » d'Arthur Liebehenschel, qui lui avait succédé en novembre 1943. Dès le lendemain de son retour au camp, il ordonne d'accélérer les préparatifs en vue de l'arrivée des Juifs hongrois : la voie ferrée principale est prolongée de deux kilomètres pour arriver directement à la rampe de sélection, située à cent mètres des crématoires 2 et 3. Afin de pouvoir éliminer des centaines de milliers de corps, Höss donne l'ordre de réparer immédiatement le crématoire 5 et de creuser des fosses pour y brûler les cadavres. Il porte le rythme des gazages à un niveau jamais atteint : en huit semaines, 320 000 Juifs sont assassinés, avec des pointes de 10 000 tués par jour. En plein massacre, Oswald Pohl effectue, le 16 juin 1944, une visite d'inspection à Auschwitz : lors de celle-ci, Höss lui demande l'autorisation de liquider les tsiganes, « c'est-à-dire d'en extraire les aptes au travail et de gazer le reste » : l'opération a lieu dans la soirée du 2 août 1944. Son action dans l'assassinat des Juifs hongrois vaut à Höss d'être décoré de la croix du Mérite de guerre de 1re et de 2e classe ; il regagne Berlin le 29 juillet 1944.
Fin 1944, Höss est affecté à Bergen-Belsen, où il tente, sans résultat, de mettre fin à une épidémie de typhus. Selon Jean-Claude Pressac, en janvier 1945, il essaie sans succès de régulariser les évacuations des camps d'Auschwitz et de Gross-Rosen et d'en atténuer la mortelle brutalité ; il est ensuite chargé des évacuations des camps de Sachsenhausen et de Ravensbrück durant lesquelles il aurait demandé à la Croix-Rouge de ravitailler les détenus, tout en lui refusant l'accès aux camps,.
Mi-mars 1945, sur ordre de Himmler, Höss effectue une tournée d'inspection de plusieurs camps de concentration notamment avec Oswald Pohl et Enno Lolling, pour « passer au crible les règlements en vigueur, l'hygiène, l'organisation de travail, etc. » En 1946, il affirme qu'il aurait également été chargé par Himmler de vérifier « que tout soit fait pour maintenir en vie et en bonne santé les détenus juifs [survivants] ».

### Arrestation, procès et exécution

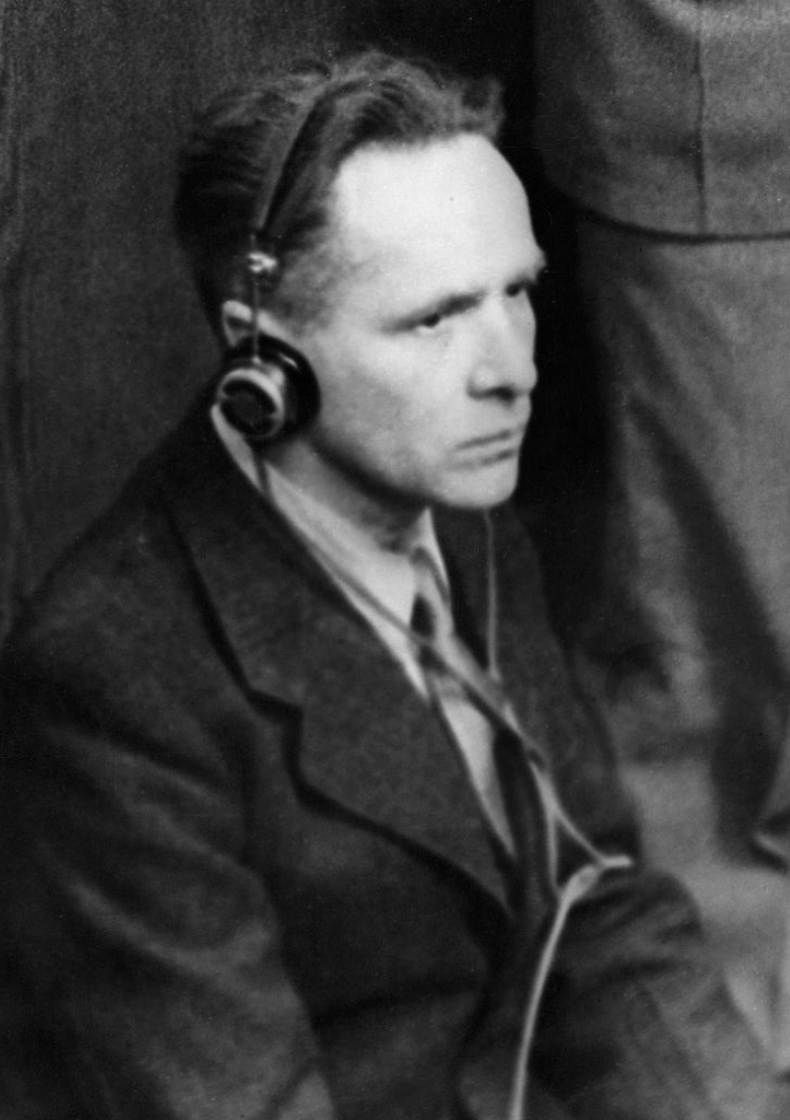
Höss au procès de Nuremberg.

Lors de la capitulation de l'Allemagne, Höss se trouve à Flensburg, où sont également présents Richard Glücks et Heinrich Himmler. Arrêté par les troupes britanniques, Höss, revêtu d'un uniforme de la Kriegsmarine, n'est pas identifié et on le relâche. Après la libération du camp de Bergen-Belsen et l'interrogatoire de survivants, les Britanniques prennent conscience de l'importance d'Auschwitz et du rôle de Höss : les services de renseignement militaire recherchent la famille de Höss, la localisent et la mettent sous surveillance. Hedwig Höss est arrêtée le 8 mars 1946 et menacée d'une déportation en Sibérie avec ses enfants : elle révèle que son mari vit dans une ferme près de Flensburg ; à la suite de cette information, Höss est capturé le 11 mars 1946,. Sévèrement battu lors de son arrestation par des soldats dirigés par Hanns Alexander, Höss est emmené à Heide où il fait à nouveau l'objet de mauvais traitements et est notamment empêché de dormir pendant trois jours ; si la confession de huit pages qu'il rédige le 14 mars a pu être influencée par ces sévices, elle n'est pas démentie par Höss par la suite.
Durant le procès de Nuremberg, Höss comparaît comme témoin lors de l'examen du chef d'accusation de crime contre l'humanité ; contrairement à Otto Ohlendorf et Dieter Wisliceny, appelés à la barre par l'accusation, il est cité par la défense, en l'espèce à la demande de l'avocat d'Ernst Kaltenbrunner, qui entend démontrer que celui-ci n'a pas eu de rôle dans la « solution finale ». Höss témoigne le 15 avril 1946 et confirme le contenu de sa déclaration sous serment du 14 mars et de celle faite à Nuremberg le 5 avril. Il insiste sur le fait que ses ordres émanaient directement de Heinrich Himmler et qu'il s'agissait d'une « affaire d'État » ; il estime le nombre des victimes assassinées à Auschwitz de 2 500 000 à 3 000 000 personnes. Le témoignage de Höss atterre les principaux accusés : Hermann Göring et Karl Dönitz estiment qu'un Prussien ne se laisserait jamais aller à faire des choses pareilles ; pour Hans Frank, « C'était là le moment honteux de tout le procès, qu'un homme dise, de sa propre bouche, qu'il avait exterminé 2 500 000 personnes de sang-froid. C'est là quelque chose dont on parlera dans mille ans » ; quant à Alfred Rosenberg, il pense qu'on lui a joué « un mauvais tour » en le mettant dans une position très difficile pour défendre sa philosophie. Pour Arthur Seyss-Inquart, le témoignage de Höss démontre que s'« il existe une limite au nombre de gens que l'on peut tuer par haine ou par goût du massacre, […] il n'y a pas de limite au nombre de gens que l'on peut tuer, de manière froide et systématique, au nom de l'impératif catégorique militaire ». 
 « L'inconvénient [du témoignage de Höss à Nuremberg], qui allait se révéler beaucoup plus tard fut une grande exagération du nombre des victimes, dont les négationnistes feraient un jour leurs choux gras : il prétendit qu'Auschwitz avait vu mourir deux millions et demi de déportés, ce dont Robert Faurisson et ses adeptes devaient profiter pour semer la confusion ».
Remis aux autorités polonaises, Höss comparaît devant le Tribunal suprême de Pologne du 11 mars au 2 avril 1947. Lors de son procès, il est « un accusé modèle, répondant brièvement et précisément aux questions qui lui sont posées, ne se défaussant pas sur ses supérieurs ou inférieurs hiérarchiques. Il reconnaît ses actes sans forfanterie à la différence de Göring à Nuremberg ; sans pleurnicher non plus comme von Ribbentrop ou Frank. Mais il n'en mesure jamais véritablement l'insondable horreur, comme si le sens moral ordinaire lui avait à jamais fait défaut ». Pour se défendre, il met sur le même pied l'extermination des Juifs à Auschwitz et les bombardements alliés des villes allemandes ; il tente de justifier ses actes par la nécessité d'obéir aux ordres. Sur ce point, Laurence Rees souligne que Höss ne s'est pas contenté de suivre aveuglément les ordres mais qu'il a fait preuve d'une grande ingéniosité pour augmenter les capacités d'extermination à Auschwitz ; il relève également que lorsque Rudolf Höss n'était pas d'accord avec Himmler, il ne manquait pas de le lui faire savoir : « Contrairement à ceux qui commirent des crimes sous Staline, Höss ne devait jamais agir par crainte d'un terrible châtiment s'il contestait un ordre. Il avait rejoint la SS parce qu'il adhérait profondément à la vision générale des nazis ».

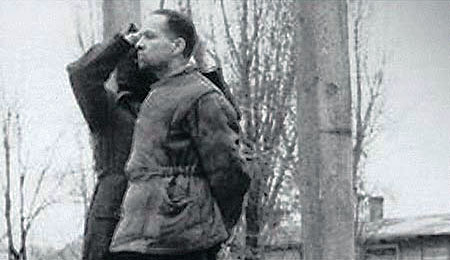
Höss lors de son exécution.

Condamné à mort, il est exécuté par pendaison le 16 avril 1947,, près du crématorium du camp d'Auschwitz I et de la maison qu'il a occupée avec sa famille durant toutes les années où il dirigeait le camp. Selon Laurence Rees, son exécution est reportée d'un jour en raison de la présence d'une foule de plusieurs milliers de personnes, pour la plupart d'anciens détenus, qui fait craindre des incidents aux autorités polonaises ; l'exécution a lieu devant une poignée de témoins et Höss monte sur le gibet sans prononcer un mot.
En novembre 1947, le Tribunal suprême de Pologne juge quarante officiers et gardiens du camp : 23 d'entre eux sont condamnés à mort dont Arthur Liebehenschel et Hans Aumeier.
Le procès de Höss est notamment suivi, près de vingt ans plus tard, par le « procès d'Auschwitz », qui se tient à Francfort de décembre 1963 à août 1965 : sur les 22 accusés, 17 sont condamnés, dont seulement 6 à la peine maximale, la prison à vie ; près de 85 % des SS qui servirent à Auschwitz et survécurent à la guerre n'ont jamais été condamnés.

### Aspects psychologiques
Lors du procès de Nuremberg, l'un des psychiatres américains, Leon Goldensohn, a de fréquents entretiens avec Höss dont il cherche à établir le profil psychologique. Lorsque Goldensohn pose à Höss une question directe sur son éventuel sentiment de culpabilité, il reçoit comme réponse : « maintenant il [Höss] se rend compte que ce n'était pas bien », et « que jusqu'à la capitulation il avait cru avoir exécuté les ordres correctement [...] Mais que, après la capitulation, il en est arrivé à la conclusion que l'extermination des Juifs n'était pas telle que l'on lui avait dit et, qu'aujourd'hui, il se sent aussi coupable que tous les autres ». Höss poursuit en ajoutant qu'« il y en a d'autres plus coupables que moi, en particulier ceux qui m'ont donné les ordres, qui n'étaient pas les bons ». Quand le psychiatre cherche à savoir si Höss se voit comme un dur et un sadique, il répond qu'il est « devenu dur quand il a exécuté de tels ordres » et qu'il n'a jamais « fait preuve de tendresse, qu'il s'agisse d'abattre des gens ou de les tuer dans des chambres à gaz ». Il ajoute qu'il n'a « jamais frappé aucun détenu et qu'il se débrouillait pour changer les gardes qui se montraient violents avec les prisonniers. »
Un autre membre de l'équipe américaine, le psychologue Gustave Gilbert, s'est également entretenu avec Höss durant le procès. Lors de l'un des entretiens de Gilbert avec Höss, celui-ci se décrit comme un homme « qui s'est toujours senti mieux seul, qui n'a jamais eu de relations amicales ni étroites avec quelqu'un, même dans sa jeunesse, qui n'a jamais eu d'ami et qui n'a jamais éprouvé le besoin d'avoir des amis. » Lorsque Gilbert veut savoir combien de déportés ont été tués à Auschwitz et comment il a procédé à leur extermination, Höss lui expose la façon de les gazer, « d'une façon terre à terre, d'une voix calme et apathique. » À la question sur l'ordre d'extermination donné par Himmler, Höss répond « que la pensée de refuser d'exécuter un ordre ne lui venait même pas », et que « Himmler l'avait ordonné et en avait même expliqué la nécessité, et qu'il ne s'est jamais vraiment demandé en somme si c'était mal, que cela lui semblait simplement une nécessité ». Gilbert en est finalement arrivé à la conclusion que Höss « donne l'impression générale d'un homme intellectuellement normal, mais avec une apathie de schizophrène, une insensibilité et un manque d'énergie que l'on ne pourrait guère trouver plus développés chez un franc psychopathe ».
Pour Primo Levi, Höss est « un homme vide, un idiot tranquille et empressé qui s'efforce d'accomplir avec le plus de soin possible les initiatives bestiales qu'on lui confie, et qui semble trouver dans cette obéissance un total assouvissement de ses doutes et de ses inquiétudes ».
Dans les dernières pages de son autobiographie, Höss réaffirme son attachement à la doctrine philosophique du national-socialisme, « seule appropriée à la nature du peuple allemand » et à la SS, « capable de ramener graduellement le peuple allemand tout entier à une vie conforme à sa nature ». Il termine son ouvrage en s'estimant incompris : « Que le grand public continue donc à me considérer comme une bête féroce, un sadique cruel, comme l'assassin de millions d'êtres humains : les masses ne sauraient se faire une autre idée de l'ancien commandant d'Auschwitz. Elles ne comprendront jamais que, moi aussi, j'avais un cœur... »

## Autobiographie
« La lecture du livre de Höss provoque chaque fois en moi un fort malaise. [...] Dès que je lis ou recopie de telles phrases, je sens monter en moi quelque chose comme une nausée. Aucun des autres livres dont je parle ici ne me donne cette impression aussi fortement. À quoi est-elle due ? Sans doute à la conjonction de plusieurs facteurs : l'énormité du crime ; l'absence de véritables regrets de la part de l'auteur ; et tout ce par quoi il m'incite à m'identifier à lui et à partager sa manière de voir. […] En lisant, j'accepte de partager avec lui ce rôle de voyeur de la mort, et je m'en sens sali. »

— Tzvetan Todorov, 
Au cours de sa détention à la prison de Cracovie et dans l'attente de son procès, Höss rédige une autobiographie, publiée en 1958 sous le titre Le commandant d'Auschwitz parle. Dans l'avertissement de l'édition française, le Comité international d'Auschwitz souligne que « conçu dans un but de justification personnelle, mais avec le souci d'atténuer la responsabilité de son auteur en colorant le mieux possible son comportement, celui de ses égaux et des grands chefs SS, ce document projette une lumière accablante sur la genèse et l'évolution de la solution finale et du système concentrationnaire ». Pour Pierre Vidal-Naquet, « Höss multiplie les détails autobiographiques, les petits faits vrais, les remarques personnelles, les commentaires politiques les plus variés (y compris une dénonciation des camps soviétiques), les accusations antisémites et anti-tsiganes. Il n'y a rien là qui sente le fabriqué et le dicté. [...] Le témoignage de Höss n'a évidemment d'intérêt que pour ce qu'il a vu. Il mérite naturellement aussi d'être critiqué ».
Dans sa préface à l'édition de 1995, la sociologue Geneviève Decrop estime qu'il s'agit d'un document capital pour de multiples raisons : la personnalité de son auteur, qui est un de ceux dont on a pu dire lors du procès de Nuremberg que Hitler aurait été inoffensif sans des exécutants aussi doués ; la sincérité de la confession de Höss, qui n'est contestée que par les négationnistes, et dont la plupart des éléments, à part quelques inexactitudes notamment sur les chiffres, ont été confirmés a posteriori par les historiens ; la clarté du texte et son caractère factuel, qui dépassent le vocabulaire codé employé par les nazis, à une époque où l'on savait très peu de choses sur la solution finale ; le caractère presque unique du témoignage ; la position de Höss, qui dispose d'un point de vue suffisamment large. Pour Annette Wieviorka, l'autobiographie de Höss « n'est pas seulement un témoignage d'une importance historique capitale pour comprendre quand, comment et pourquoi s'est effectué le choix d'Auschwitz comme lieu de la « Solution finale », et comment Höss la mit en œuvre à Birkenau, mais une plongée dans les profondeurs d'un homme ». Pour Primo Levi, qui préface l'édition italienne de 1985, il s'agit d'« un des livres les plus instructifs qui aient jamais été publiés, car il décrit avec précision un itinéraire humain qui est, à sa façon, exemplaire. »
Ce récit, comme les entretiens de Franz Stangl avec Gitta Sereny, présente une caractéristique frappante : « même lorsque les personnages concernés sont manifestement démunis de critère d'humanité qui pourrait être appliqué aux actes qu'ils ont commis, ils n'en sont pas moins extrêmement soucieux d'apparaître, non comme de « mauvais hommes », mais comme des personnes dont la force morale ne fut pas entamée par les situations pourtant extrêmes dans lesquelles s'inscrivait leur action »,.
Hannah Arendt, pointant une erreur à propos d'Adolf Eichmann, estime qu'il s'agit d'un témoignage douteux. Si Laurence Rees utilise fréquemment l'autobiographie de Höss comme source dans son ouvrage consacré à Auschwitz, il souligne également les difficultés soulevées par ce témoignage : « Non seulement il tend à se présenter en victime des exigences de Himmler et de l'incompétence de son équipe, mais les dates qu'il donne semblent aussi souvent peu fiables ». Jean-Claude Pressac est nettement plus critique : pointant les nombreuses erreurs de date et les exagérations concernant les chiffres des morts, il estime que « Höss, malgré son rôle dans la solution finale, ne peut plus être considéré actuellement comme un témoin fiable sur les dates et les chiffres ».

## Imprécisions, contradictions et controverses
Les déclarations de Höss des 14 mars et 5 avril 1946, son témoignage lors du procès de Nuremberg et devant le Tribunal suprême de Pologne et son autobiographie contiennent des erreurs, imprécisions et contradictions qui ont suscité des controverses, essentiellement alimentées par les milieux négationnistes : « Ceux qui contestaient et contestent encore aujourd'hui son témoignage y ont un redoutable intérêt : ils ont fait de la négation du génocide et des chambres à gaz leur cause personnelle, qu'ils s'acharnent à hisser au rang de cause historique. On peut comprendre que le témoignage du commandant d'Auschwitz est un gros rocher dans leur jardin ».
Pour Jean-Claude Pressac, les aveux du 14 mars sont globalement justes, mais truffés d'exagérations imposées et d'erreurs volontaires : Höss espère que celles-ci seront remarquées lors du procès, ce qui lui donnerait la possibilité de les rectifier et d'atténuer son rôle. Le même auteur souligne que l'autobiographie est rédigée sans aucune documentation et que personne ne peut, à l'époque, contrôler son degré de véracité.

### L'ordre de Himmler de juin 1941
Tant lors de son témoignage au procès de Nuremberg que dans son autobiographie, Höss affirme qu'il a reçu l'ordre de transformer Auschwitz en camp d'extermination dans le cadre de la solution finale lors d'un entretien avec Heinrich Himmler, dans le courant de l'été 1941, sans doute au mois de juin.
Aucun spécialiste de l'histoire de la Shoah ne retient cette date ; si Raul Hilberg estime que l'entretien s'est bien déroulé au cours de l'été 1941, vraisemblablement au cours du mois d'août, la majorité des auteurs sur le sujet estime qu'il a eu lieu plusieurs mois, voire près d'un an plus tard,. Höss déclare que Himmler a notamment choisi Auschwitz parce que les centres d'extermination déjà existants en zone orientale (Belzec, Sobibor et Treblinka) ne sont pas en mesure de mener jusqu'au bout les actions d'extermination prévues : or ces centres de mise à mort ne commencent à fonctionner qu'au cours de l'été 1942. La confusion de date est patente lors d'un des entretiens de Höss avec Leon Goldensohn : Höss décrit sa visite d'inspection à Treblinka, qu'il situe juste après son entretien avec Himmler et avant l'aménagement de chambres à gaz à Birkenau, dans d'anciennes fermes. Cette chronologie est impossible, le centre de mise à mort de Treblinka ne commençant ses activités qu'en juillet 1942.
Pour Laurence Rees, l'explication la plus probable est que Höss s'est laissé abuser par sa mémoire et que l'entretien qu'il mentionne a bien pu avoir lieu, mais au cours de l'été 1942 ; si Höss a bien rencontré Himmler en juin 1941, ce n'est pas pour recevoir des ordres relatifs à la « Solution finale », mais pour évoquer les plans d'expansion d'Auschwitz, notamment en lien avec le projet d'IG Farben. L'analyse la plus approfondie du témoignage de Höss confirme que celui-ci « télescope » les événements de 1941 et de  1942.

### Le nombre des victimes
Lors de sa déposition au procès de Nuremberg, Höss estime le nombre de personnes assassinées à Auschwitz à 2 500 000. Signe de la confusion qui règne à l'époque sur le nombre des victimes, Leon Goldensohn demande à Höss si le chiffre ne doit pas être revu à la hausse, vers 3 000 000 ou 4 000 000 morts : Höss maintient son estimation, en précisant qu'il n'y avait pas d'archives ni de noms concernant les personnes gazées et que les chiffres ne sont que grossièrement estimés. À l'époque, le chiffre avancé par Höss n'est pas perçu comme une exagération, bien au contraire : les estimations effectuées par les autorités soviétiques en mai 1945, qui évaluent le nombre de morts à Auschwitz à 4 000 000, sont généralement admises et restent en quelque sorte des « données canoniques » jusqu'à la fin des années 1970 ; les attendus du jugement du Tribunal suprême de Pologne reprennent le chiffre de 4 312 000 victimes.
L'estimation actuellement retenue par la plupart des historiens est 1 100 000 morts,, dont 1 000 000 de victimes juives,.
Selon Jean-Claude Pressac, le témoignage de Höss contient également une exagération en ce qui concerne le chiffre des cadavres incinérés à ciel ouvert, de fin septembre à fin novembre 1942, estimé par Höss à 100 000 et ramené par Pressac à la moitié de ce chiffre.

### Les aveux
Il ne fait aucun doute que l'épouse de Höss n'a révélé la cachette de son mari au renseignement militaire britannique que sous la menace ; les mauvais traitements dont Höss fait l'objet lors de sa capture et de ses premiers jours de détention sont également établis. Lors de sa capture, il est si sévèrement battu que le médecin militaire présent lors de l'arrestation s'adresse au capitaine chargé de l'opération en s'écriant « Retenez-les si vous ne voulez pas rapporter un cadavre ! » ; pendant ses trois premiers jours de détention à Heide, il est privé de sommeil, des soldats munis de manches de hache ayant reçu pour consigne de le secouer au moindre signe de somnolence,. Si Höss affirme qu'après son transfert au centre de détention no 2 des criminels de guerre à Minden, il a subi un traitement encore plus brutal, sans donner de précision, cette assertion n'est confirmée par aucun autre témoignage. Par la suite, lors de sa détention à Nuremberg et à Cracovie, Höss est bien traité, à sa grande surprise,.
Les sévices subis par Höss servent d'argument au négationniste Robert Faurisson pour discréditer les confessions écrites de Höss des 14 mars et 5 avril 1946, ses témoignages à Nuremberg et lors de son propre procès, et son autobiographie. Selon Faurisson, tous ces éléments auraient été obtenus sous la contrainte et la torture, ce qui remettrait en cause les aveux de Höss.
Laurence Rees n'exclut pas que les premiers aveux de Höss datés du 14 mars 1946 aient pu être obtenus sous la contrainte, mais il souligne qu'ils ont été confirmés par la suite à plusieurs reprises, alors que Höss aurait pu les infirmer. Les affirmations de Faurisson sont également réfutées, point par point, par l’universitaire américain John C. Zimmerman : « Or les négationnistes ne révèlent jamais que si nous le savons [le fait que Höss a été sévèrement maltraité], c’est parce que Höss lui-même l’a écrit dans ses mémoires. S’il y avait eu une tentative de ses gardiens polonais pour falsifier ces mémoires ou pour faire mentir Höss, cette information ne serait jamais parue ».

## Dans la culture

### Dans la littérature

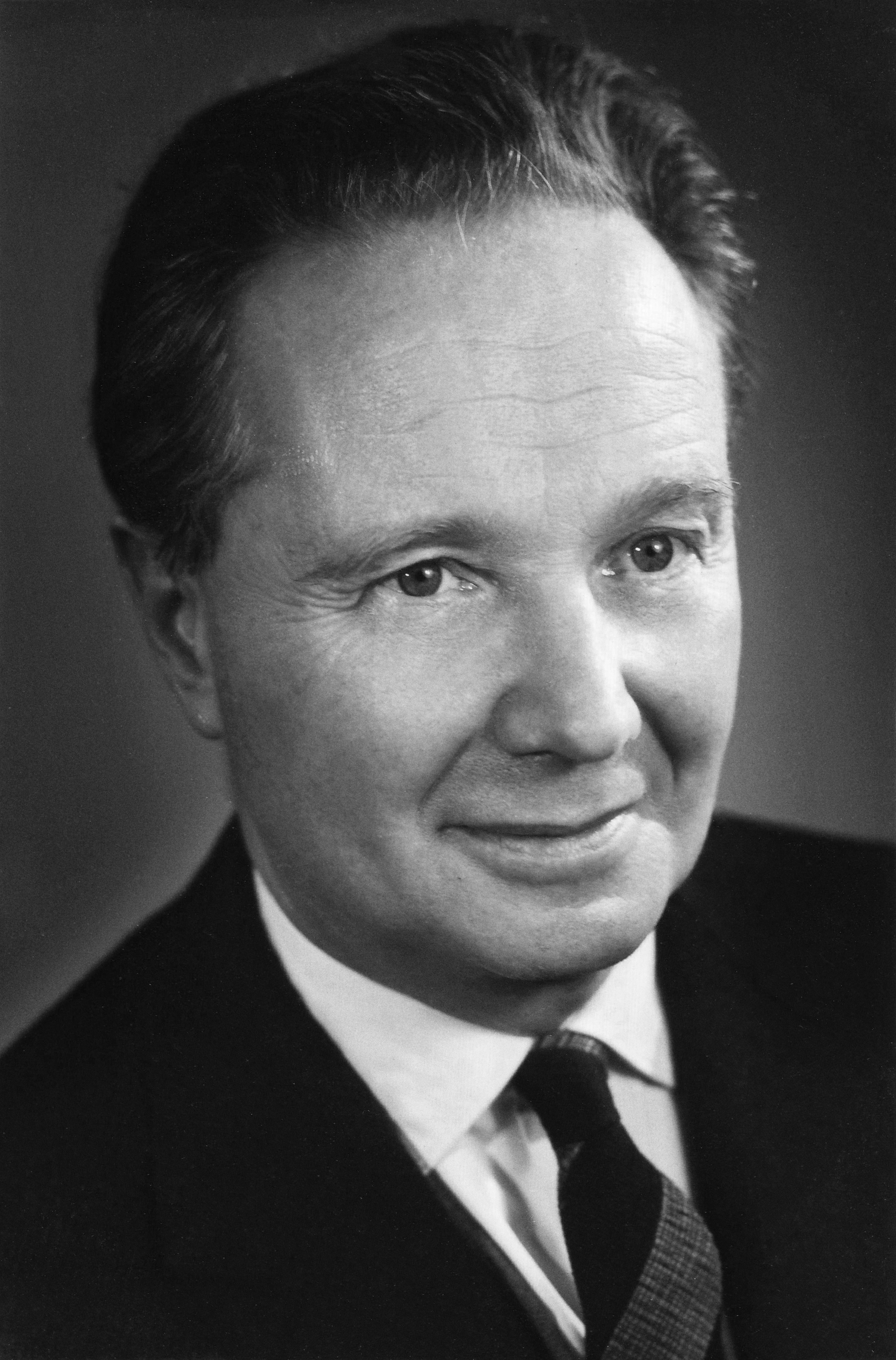
Robert Merle en 1964.

En 1952, paraît La mort est mon métier de Robert Merle. Ce roman est en bonne partie basé sur les entretiens de Rudolf Höss avec le psychologue américain Gustave Gilbert lors du procès de Nuremberg, dont le compte rendu semble à Robert Merle plus fiable que l'autobiographie de Höss : « Il y a une différence entre coucher sur le papier ses souvenirs en les arrangeant et être interrogé par un psychologue... » La première partie de l'ouvrage est une œuvre de fiction, une « re-création étoffée et imaginaire de la vie de Rudolf Hœss [Rudolf Lang dans le roman], d'après le résumé de Gilbert » ; quant à la seconde partie, qui concerne Auschwitz, Merle estime avoir fait véritablement œuvre d'historien. L'ouvrage poursuit un objectif clairement défini dans la préface à l'édition de 1972 :

« Ce qui est affreux et nous donne de l'espèce humaine une opinion désolée, c'est que pour mener à bien ses desseins, une société de ce type trouve invariablement les instruments zélés de ses crimes. [...] Il y a eu sous le nazisme des centaines, des milliers de Rudolf Lang, moraux à l'intérieur de l'immoralité, consciencieux sans conscience, petits cadres que leur sérieux et leurs mérites portaient aux plus hauts emplois. Tout ce que Rudolf fit, il le fit non par méchanceté, mais au nom de l'impératif catégorique, par fidélité au chef, par soumission à l'ordre, par respect pour l'État. Bref, en homme de devoir : et c'est en cela justement qu'il est monstrueux. »

Höss est également un personnage central du roman Le Choix de Sophie de William Styron, paru en 1979.
En 2006, dans son livre Les Bienveillantes, Jonathan Littell évoque à de nombreuses reprises la rencontre entre Rudolf Höss et le personnage principal de son roman, Maximilien Aue. À ce propos, Littell admet qu'il ne possède pas assez de recul par rapport aux mémoires de Höss.
Jürg Amann a publié en 2011 une mise en forme des notes de Höss.

### Au cinéma
Rudolf Höss est interprété par Günther Maria Halmer dans Le Choix de Sophie (1982) d'Alan J. Pakula, par Sebastian Koch dans le film Amen. (2002) de Costa-Gavras, et par Christian Friedel dans le film La Zone d'intérêt (2023) de Jonathan Glazer.